# Martwa Woda (dopływ Morza Bałtyckiego)
Martwa Woda – struga na Wybrzeżu Słowińskim, uchodząca do Morza Bałtyckiego, w woj. zachodniopomorskim, powiecie sławieńskim, na obszarze gminy wiejskiej Darłowo.
Struga zbiera wody z całego polderu Martwa Woda – terenów na południe od wsi Żukowo Morskie. Z tego obszaru jest wyprowadzony system rowów odprowadzających biegnących w kierunku północno-zachodnim, między wsiami Żukowo Morskie i Bobolin. Po północnej stronie drogi wojewódzkie nr 203 rozszerza się koryto Martwej Wody i płynie przy wsi Bobolin. Równolegle z tym korytem biegną dwa kanały, z których północny według Zakładu Hydrografii i Morfologii Koryt Rzecznych IMGW ma większe przepływy wody niż szerokie koryto. Na północ od wsi Bobolin szerokie koryto i kanał łączą się, a następnie płyną przez las nadmorski w kierunku północno-zachodnim. Martwa Woda uchodzi do Bałtyku ok. 1,7 km na północny wschód od wsi Dąbki.
Do 1945 r. poprzednią niemiecką nazwą cieku było Todtes Wasser.